# Michal (arcibiskup)
Michal Dandár (* 9. ledna 1947, Zemplínske Hradište) je slovenský pravoslavný duchovní a současný arcibiskup pražský Pravoslavné církve v českých zemích a na Slovensku. V době komunistického režimu byl agentem Státní bezpečnosti.

## Život
Michal Dandár se narodil 9. ledna 1947 v Zemplínském Hradišti v okrese Trebišov na Slovensku.
Roku 1963 byl přijat na Pravoslavnou bohosloveckou fakultu v Prešově, kterou dokončil roku 1965. Poté odjel do Sovětského svazu, kde začal studovat na Leningradské teologické akademii. Zde získal roku 1969 titul kandidáta teologie. Od roku 1966 byl Michal Dandár pod krycím jménem „Míša“ registrován jako vědomý spolupracovník StB.
Dne 21. května 1971 byl metropolitou Nikodimem vysvěcen na diákona a o den později na kněze. Jako mnišské jméno si ponechal své stávající občanské, ke cti svatého archanděla Michaela. Poté odjel do Německa, kde působil v ruské farnosti v Drážďanech. Roku 1974 začal studovat němčinu na Herder-Institut v Radebeulu.
V letech 1980–1999 působil jako kněz v Prešově a v Praze. Roku 1980 byl povýšen na protojereje. Roku 1989 znovu započal studium němčiny a bibliografie na Martin Luther Bund v Erlangenu.
Roku 1992 získal kněžskou mitru a roku 1987 se stal profesorem a odborným asistentem pravoslavné liturgie na Husitské teologické fakultě Univerzity Karlovy. Téhož roku získal od metropolity Doroteje hodnost protopresbytera a na Husitské fakultě získal licenciát teologie. Roku 1998 se stal doktorem filosofie na Univerzitě v Prešově. Zároveň působil jako duchovní správce církevní obce při Chrámu Zvěstování přesvaté Bohorodice na Praze 2.
V letech 2000–2004 působil v zastupitelství Moskevského patriarchátu v Moskvě a 15. července 2004 se stal zastupitelem Athosu v Moskvě. V letech 2004–2007 byl děkanem Bratislavy a západního Slovenska.
Roku 2007 byl ustanoven knězem ruské farnosti ve Schweinfurtu. Zde působil až do roku 2014. Dne 24. května 2010 byl povýšen do hodnosti igumena. O pět let později 1. března 2015 jej arcibiskup Jáchym povýšil na archimandritu.
Dne 22. listopadu 2014 byl zvolen arcibiskupem pražským a českých zemí po odstoupivším arcibiskupu Jáchymovi. Biskupské svěcení přijal 14. března 2015.

## Kontroverze
V prosinci 2019 koupil za 10 milionů korun ruinu zámku Brnky severně od Prahy, zatíženou zástavou ve výši 109 miliónů Kč. Neměl přitom povolení nejvyšších orgánů církve – metropolitní ani eparchiální rady.
V říjnu 2023 Dandára prověřovala policie poté, co bez vědomí dalších představitelů církve věnoval pozemek a kapli v Českých Budějovicích Pravoslavnému spolku svatých Cyrila a Metoděje, který vznikl teprve v listopadu 2022.